# The Good Cop (Fernsehserie)
The Good Cop ist eine US-amerikanische Fernsehserie, die am 21. September 2018 bei Netflix ihre Premiere feierte.
Die Idee zur Serie stammt von Andy Breckman, einem amerikanischen Drehbuchautor und Produzent. Sie basiert lose auf der israelischen Serie Hashoter Hatov – Ein guter Polizist, welche von Erez und Tomar Aviram erschaffen wurde. Am 13. November 2018 kündigte Netflix an, dass die Serie, deren erste Staffel zehn Folgen umfasste, nicht verlängert wird.

## Besetzung
Die Synchronisation der Serie wurde im CSC-Studio nach Dialogbüchern von Gerd Naumann, Martin Brücker und Marco Rosenberg unter der Dialogregie von Naumann erstellt.
| Rolle                     | Darsteller         | Synchronsprecher      |
| ------------------------- | ------------------ | --------------------- |
| Anthony „Tony“ Caruso Sr. | Tony Danza         | Achim Buch            |
| Anthony „TJ“ Caruso Jr.   | Josh Groban        | Nils Rieke            |
| Cora Vasquez              | Monica Barbaro     | Merete Brettschneider |
| Burl Loomis               | Isiah Whitlock Jr. | Douglas Welbat        |
| Ryan                      | Bill Kottkamp      | Felix Strüven         |
| Wendell Kirk              | John Scurti        | Peter Kirchberger     |
| Joseph Privett            | Frank Whaley       | Erik Schäffler        |

## Episodenliste
| Nr.                                                                                           | Deutscher Titel                               | Originaltitel                       | Regie           | Drehbuch         |
| --------------------------------------------------------------------------------------------- | --------------------------------------------- | ----------------------------------- | --------------- | ---------------- |
| 1                                                                                             | Wer will dem guten Cop was anhängen?          | Who Framed the Good Cop?            | Randy Zisk      | Andy Breckman    |
| 2                                                                                             | Was ist das Geheimnis des Supermodels?        | What Is the Supermodel's Secret?    | Randy Zisk      | Andy Breckman    |
| 3                                                                                             | Wer ist die hässliche französische Dame?      | Who Is the Ugly German Lady?        | Alex Hardcastle | David Breckman   |
| 4                                                                                             | Schafft der gute Cop eine 300 beim Bowling?   | Will the Good Cop Bowl 300?         | Rodrigo García  | Andy Breckman    |
| 5                                                                                             | Wird Big Tony auspacken?                      | Will Big Tony Roll Over?            | Kevin Hooks     | Jonathan Collier |
| 6                                                                                             | War es der Fernsehstar?                       | Did the TV Star Do It?              | Silver Tree     | Andy Breckman    |
| 7                                                                                             | Wer hat den Typen auf dem Skilift umgebracht? | Who Killed the Guy on the Ski Lift? | Kevin Hooks     | Hy Conrad        |
| 8                                                                                             | Wird Cora heiraten?                           | Will Cora Get Married?              | Neema Barnette  | Andy Breckman    |
| 9                                                                                             | Warum eine Hilfskraft umbringen?              | Why Kill a Busboy?                  | Rebecca Asher   | Jonathan Collier |
| 10                                                                                            | Wer hat Mrs. Ackroyd halbiert?                | Who Cut Mrs. Ackroyd in Half?       | Randy Zisk      | Andy Breckman    |
| Am 21. September 2018 wurden alle Folgen der Staffel gleichzeitig bei Netflix veröffentlicht. |                                               |                                     |                 |                  |

## Rezeption
In der Internet Movie Database erhielt die Serie eine Bewertung von 7,0 aus 10 basierend auf 3249 Stimmen. Auf Rotten Tomatoes waren die Kritikerstimmen zu 52 Prozent positiv, die Zuschauerstimmen zu 84 Prozent.

„An vielen Stellen wirkt ‚The Good Cop‘ wie ein bescheidener Abklatsch der übermütigen, sehr komischen und im selben Revier spielenden Serie ‚Brooklyn Nine-Nine‘ – nur mit ziemlich vorhersehbar agierenden Nebenfiguren (…) Witzig ist die Serie nur in wenigen kurzen Momenten, doch nimmt sie auch die zu lösenden Fälle nicht ernst: Eine konsequent halbgare Sache. Aber sie erinnert eben an Zeiten, als Fernsehen noch ‚einfach‘ sein durfte – und man Serien zur Berieselung beim Bügeln schaute. ‚Bingen‘ muss man ‚The Good Cop‘ übrigens nicht, jede Folge erzählt eine abgeschlossene Geschichte. Auch das macht sie perfekt fürs Nachmittagsfernsehen.“